# Aizsargi

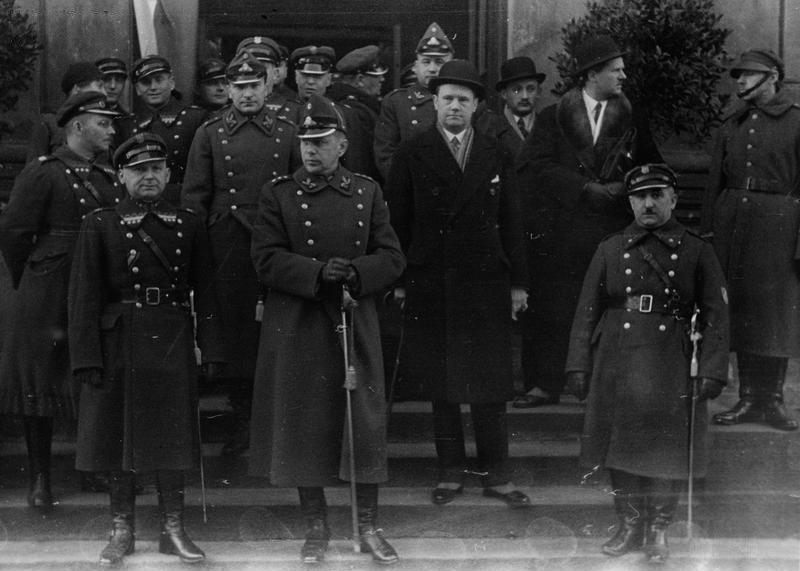
Una delegación de oficiales de Aizsargi en Varsovia, 1933. Aquí se pueden ver los distintivos parches de cuello con diseño de hojas de roble y el tocado del uniforme de Aizsargi.

Aizsargi (en letón: Aizsargu organizācija, "Organización de la Guardia", literalmente: "Defensores", "Guardias") fue una organización o milicia paramilitar en Letonia durante el período de entreguerras (1918-1939). El Aizsargi fue creado el 30 de marzo de 1919 por el Gobierno Provisional de Letonia como una fuerza de autodefensa, una especie de Guardia Nacional, durante la guerra de Independencia de Letonia. En 1921 se reorganizó para seguir el ejemplo de la finlandesa Suojeluskunta (conocida como la "Guardia Blanca").
El Aizsargi publicó un periódico, titulado Aizsargs ("Defensor"/"Guardia"), y el movimiento tenía secciones subsidiarias para mujeres (Aizsardzes) y jóvenes (Jaunsargi).
La organización fue una de las que apoyaron militarmente el golpe de Estado de 1934 de Kārlis Ulmanis.
Para el 1 de enero de 1940, la organización tenía una membresía de 60.684: 31.874 guardias (aizsargi), 14.810 miembros mujeres (Aizsardzes) y 14.000 miembros jóvenes (Jaunsargu). La organización constaba de 19 regimientos de infantería y los Regimientos de Aviación y Ferrocarriles separados.
El 16 de junio de 1940, la organización se disolvió como resultado de la ocupación soviética de Letonia en 1940. Durante la ocupación soviética, los antiguos miembros de la organización fueron perseguidos intensamente.
Después de la restauración de la independencia de Letonia, la organización Aizsargi no se restableció, ya que la Guardia Nacional de Letonia se formó en 1991 como la principal fuerza de defensa voluntaria del país.